# Monica Helms
Monica F. Helms là một người chuyển giới đồng tính nữ. Bà được biết đến nhiều nhất với vai trò là người tạo ra lá cờ tự hào của người chuyển giới.  Bà còn là một cựu chiến binh Hải quân Hoa Kỳ, nhà hoạt động xã hội và tác giả sách. 

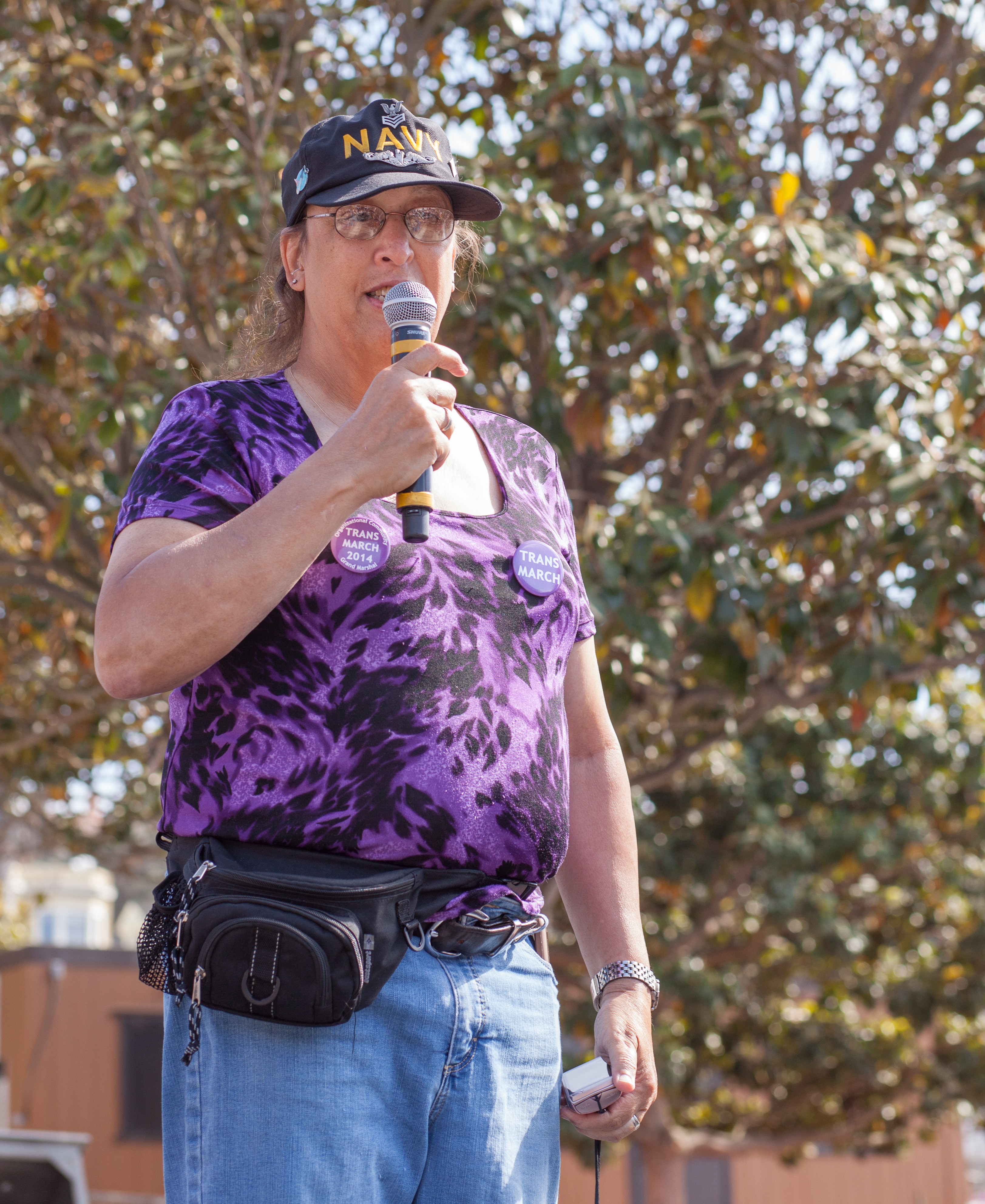
Monica Helms phát biểu tại buổi diễu hành Trans March ở San Francisco, 26 Tháng Sáu, 2015.

Bà đã trải qua hai cuộc hôn nhân và cùng với người vợ cũ có hai người con trai; họ đã ly dị vào 1998. Vào ngày 18 tháng 11 năm 2016, bà kết hôn với Darlene Darlington Wagner, một vị tiến sĩ ngành tin sinh học và đồng thời cũng là một người chuyển giới nữ.
Cuốn tự truyện đầu tay của bà, More Than Just a Flag (tạm dịch: Không Chỉ Là Một Lá Cờ), được xuất bản năm 2019, kể lại hành trình bà đấu tranh tìm tiếng nói cho cộng đồng người chuyển giới.
Monica Helms có một ước nguyện cuối cho lá cờ của bà, đó chính là được thấy lá cờ ấy có trên Trạm vũ trụ Quốc tế như một cách gửi gắm tình yêu vũ trụ từ khi còn bé.

## Học vấn
Bà Helms được trao bằng đại học liên thông (Associate Degree) Tổng quát và bằng đại học liên thông về Công nghệ Truyền hình từ Cao đẳng Cộng đồng Glendale ở Arizona vào năm 1987; và tốt nghiệp Trường Cao đẳng Kỹ thuật Chattahoochee vào năm 2018 với bằng đại học liên thông về Công nghệ Sản xuất Truyền hình.

## Quá khứ vớiHải quân Hoa Kỳ
Monica Helms phục vụ trong Hải quân Hoa Kỳ từ năm 1970 đến năm 1978 và được bổ nhiệm điều khiển hai tàu ngầm: USS Francis Scott Key (1972–1976) và USS Flasher (1976–1978). Trong thời gian tại ngũ, Helms lần đầu ăn mặc như một người nữ khi đóng quân ở Charleston, South Carolina. Trong một cuộc phỏng vấn, bà chia sẻ rằng đó là "bí mật chôn sâu nhất, đen tối nhất trong suốt cuộc đời". Bà được điều đến khu vực Vùng Vịnh San Francisco vào năm 1976. Tại đây bà phần nào tiếp cần được với cộng đồng của mình và bà nói rằng: "Khi tôi mặc trang phục nữ và tới những hộp đêm đồng tính, tôi thấy như có thể bộc lộ mình trước đám đông." Khoảng thời gian ở đó, một trong những người bạn nam của bà đã kéo bà sang một bên và tiết lộ với Monica rằng anh sắp trở thành phụ nữ. Monica chia sẻ: "Tất cả những điều cậu ta đang nói đã sắp xếp những mảnh ghép trong tâm trí tôi lại với nhau. Như thể cậu ta đang nói về tôi vậy. Đó là một thời điểm xác định khó khăn nhất trong đời tôi khi tôi nhận ra mình cần phải chuyển đổi."
"When I started cross-dressing and going to the gay clubs, I felt like I could be out in public as myself."
Bà Helms rời Hải quân vào năm 1978 và về nơi quê nhà gia nhập nhóm chi nhánh Phoenix của Hiệp hội Cựu chiến binh Tàu ngầm Hoa Kỳ vào năm 1996. Sau khi chuyển đổi, bà Helms nộp đơn tham gia lại vào chi nhánh Phoenix dưới tên "Monica" vào năm 1998. Mong muốn của bà đã bị họ cân nhắc trả lại, xem xét lại bà vào trong một nhóm cựu chiến binh chung chung dành cho phụ nữ hơn là một nhóm cụ thể về tàu ngầm. Helms cuối cùng đã thắng thế sau vài tháng và là người phụ nữ đầu tiên tham gia tổ chức.

## Lá cờ ra đời và những đóng góp cho nhân quyền của người chuyển giới

Cờ tự hào của người chuyển giới

Giải thích của bà Helms cho lá cờ tự hào bà tạo ra: 

"Sọc trên và dưới có màu xanh nhạt, màu truyền thống dành cho bé trai. Các sọc kế tiếp có màu hồng, màu truyền thống dành cho bé gái. Sọc ở giữa có màu trắng, dành cho những ai là người liên giới tính, đang chuyển giới hoặc cho rằng bản thân có giới tính trung lập hoặc không xác định. Kiểu mẫu này dù bạn cho cờ bay theo cách nào thì vẫn sẽ không bao giờ sai, biểu thị rằng chúng ta đang nhận ra cái đúng của cuộc đời mình."
Năm 1999, Monica Helms đã gặp mặt người tạo ra lá cờ tự hào của người song tính, Michael Page. Page nói với bà: "Bà biết đấy, người chuyển giới cũng cần có cờ riêng chứ!" Bà Helms đã đưa ra nhiều ý tưởng nhưng anh ta gợi ý càng thiết kế đơn giản càng tốt, vì sẽ càng đỡ tốn tiền gia công. Và thế là lá cờ tự hào của người chuyển giới ra đời. Lá cờ được treo lần đầu tiên tại buổi diễu hành tự hào ở Phoenix, Arizona vào năm 2000. Ngày 19 tháng 8 năm 2014, Helms đã tặng lại lá cờ tự hào chuyển giới nguyên bản cùng những kỷ vật thời phục vụ hải quân cho bảo tàng Lịch sử Tự nhiên Quốc gia Hoa kỳ của viện Smithsonian.
Bà Helms thành lập Hiệp hội Cựu chiến binh Hoa Kỳ chuyển giới (TAVA – Transgender American Veterans Association) vào năm 2003 và giữ chức chủ tịch cho đến năm 2013. Vào ngày 1 tháng 5 năm 2004, TAVA đã tài trợ cho Cuộc tuần hành của Cựu chiến binh chuyển giới đến Bức tường dài. Năm mươi cựu chiến binh chuyển giới đã đến Washington, D.C. và thăm Đài tưởng niệm chiến tranh Việt Nam để tri ân những người mà họ biết có tên được khắc trên bức tường dài tưởng niệm. Họ cũng đã làm nên lịch sử khi trở thành những người chuyển giới công khai đầu tiên đến đặt vòng hoa tại Lăng mộ của những người khuyết danh. Năm 2005, họ cũng đã quay lại đó một lần nữa.
Kể cả cho thên bây giờ, bà Helms vẫn tiếp tục vận động cho quyền lợi của các quân nhân và cựu chiến binh chuyển giới.
Bà được bầu làm đại biểu tham dự Đại hội đại biểu toàn quốc Đảng Dân chủ năm 2004 tại Boston, Massachusetts. Bà là người chuyển giới đầu tiên được Georgia bầu tham gia sự kiện này.
Vào tháng 6 năm 2019, để đánh dấu kỷ niệm 50 năm cuộc bạo loạn Stonewall, một sự kiện được nhiều người coi là bước ngoặt trong phong trào đấu tranh cho quyền lợi của  cộng đồng đa dạng giới và tính dục hiện đại, Queerty đã vinh danh bà là một trong 50 gương mặt tự hào (Pride50) với danh hiệu "cá nhân tiên phong tích cực đảm bảo xã hội luôn hướng tới bình đẳng, chấp nhận và nhân phẩm cho tất cả những người queer".